# Tweede divisie 1960/61
Het seizoen 1960/61 was het vijfde seizoen in het bestaan van de Nederlandse Tweede divisie. De voetbalcompetitie, georganiseerd door de Koninklijke Nederlandse Voetbalbond (KNVB), was het derde en laagste niveau binnen het Nederlandse betaald voetbal.

## Opzet
Van 25 ploegen verdeeld over twee afdelingen in seizoen 1959/60 was de Tweede divisie dit seizoen teruggebracht naar achttien ploegen in één afdeling. Twee ploegen waren gedegradeerd uit de Eerste divisie: De Graafschap uit Doetinchem en Rigtersbleek uit Enschede. Xerxes, Velocitas, Rheden en ONA waren in seizoen 1959/60 gedegradeerd naar de amateurs, EDO, EBOH, Be Quick, Enschedese Boys en sc Heerenveen waren gepromoveerd naar de Eerste divisie.
Zowel de kampioen als de runner-up promoveerden na dit seizoen rechtstreeks naar de Eerste divisie. De nummers drie en vier uit de eindrangschikking speelden eerst een onderlinge promotiewedstrijd, waarna de winnaar hiervan uitkwam in een promotie/degradatie-wedstrijd tegen een ploeg uit de Eerste divisie. De nummers 17 en 18 kwamen in aanmerking voor terugzetting naar de amateurs.

## Verloop
Aanvankelijk leek N.E.C. de sterkste ploeg in de Tweede divisie, maar na een aantal nederlagen op rij kwam ongeveer op de helft van de competitie eerst Haarlem en daarna ook Hilversum langszij. Deze drie ploegen gingen vervolgens lang gelijk op. Naar het einde van de competitie werd duidelijk dat Haarlem en Hilversum onderling gingen strijden om het kampioenschap. Pas op de slotdag werd dit beslist ten gunste van Haarlem. In de strijd om de derde plaats kwam in de tweede helft van de competitie Wilhelmina uit 's-Hertogenbosch sterk op. Zij eindigden uiteindelijk voor N.E.C. (vierde), Baronie (vijfde) en Roda Sport (zesde).
Haarlem en Hilversum promoveerden rechtstreeks, Wilhelmina en N.E.C. kwalificeerden zich voor promotiewedstrijden. Het onderlinge duel, gespeeld op het terrein van NEC, eindigde in 4-2 voor Wilhelmina, dat vervolgens uitkwam tegen EDO, dat een duel tussen de nummers 17 van de twee afdelingen van de Eerste divisie had verloren van Helmond. In de eerste twee duels wonnen zowel EDO als Wilhelmina de thuiswedstrijd, waarna in de derde wedstrijd, gespeeld op neutraal terrein, Wilhelmina de winst pakte en zo promotie afdwong.
Onder in de Tweede divisie werd al snel duidelijk dat De Valk uit Valkenswaard en Zeist het niveau niet aankonden. Beide verenigingen degradeerden naar de amateurs. Na afloop van de competitie besloot ook Rigtersbleek wegens een gebrek aan voldoende financiële middelen overgang naar het amateurvoetbal aan te vragen.

### Deelnemende teams
| Club          | Plaats           | Accommodatie           | Capaciteit | Trainer                                 |
| ------------- | ---------------- | ---------------------- | ---------- | --------------------------------------- |
| Baronie       | Breda            | De Blauwe Kei          | 12.000     | Jan Remmers                             |
| De Graafschap | Doetinchem       | De Vijverberg          | 12.000     | Eric Norman Jones                       |
| Haarlem       | Haarlem          | Jan Gijzenkade         | 13.000     | Karel Kaufman                           |
| Hilversum     | Hilversum        | Gemeentelijk Sportpark | 16.000     | Evert Teunissen                         |
| LONGA         | Tilburg          | Aan de spoorbrug       | 15.000     | Frans de Kok Huub de Leeuw              |
| N.E.C.        | Nijmegen         | Goffertstadion         | 29.000     | Joop de Busser                          |
| Oldenzaal     | Oldenzaal        | Het Heuveltje          | 6.000      | Wim de Bois                             |
| PEC           | Zwolle           | De Vrolijkheid         | 10.000     | Jan de Roos                             |
| Rigtersbleek  | Enschede         | Heekstraat             | 12.000     | G. Huberts                              |
| Roda Sport    | Kerkrade         | Jonkerbergstraat       | 10.000     | Jung Schlangen                          |
| Tubantia      | Hengelo          | Veldwijk               | 30.000     | Piet Huisken                            |
| UVS           | Leiden           | Kikkerpolder           | 10.000     | Piet Kantebeen                          |
| De Valk       | Valkenswaard     | Leenderweg             | 900        | Jan Bijen Olivér Gáspár (Vanaf januari) |
| Velox         | Utrecht          | Koningsweg             | 6.750      | Cor Sluijk                              |
| Wilhelmina    | 's-Hertogenbosch | De Wolfsdonken         | 6.000      | Piet van der Sluijs                     |
| Zeist         | Zeist            | De Koeburg             | 600        | Henk Smit                               |
| Zwartemeer    | Klazienaveen     | Mr. Ovingstraat        | 8.000      | Joep Brandes                            |
| Zwolsche Boys | Zwolle           | Gemeentelijk Sportpark | 15.000     | Toon van den Enden                      |

### Eindstand
| pos | club          | gs | w  | g  | v  | pnt | dv | dt | ds  |
| --- | ------------- | -- | -- | -- | -- | --- | -- | -- | --- |
| 1.  | Haarlem       | 34 | 21 | 8  | 5  | 50  | 85 | 39 | 46  |
| 2.  | Hilversum     | 34 | 19 | 10 | 5  | 48  | 85 | 48 | 37  |
| 3.  | Wilhelmina    | 34 | 19 | 6  | 9  | 44  | 82 | 60 | 22  |
| 4.  | N.E.C.        | 34 | 19 | 5  | 10 | 43  | 81 | 55 | 26  |
| 5.  | Baronie       | 34 | 18 | 6  | 10 | 42  | 68 | 42 | 26  |
| 6.  | Roda Sport    | 34 | 19 | 2  | 13 | 40  | 72 | 49 | 23  |
| 7.  | Zwartemeer    | 34 | 13 | 13 | 8  | 39  | 72 | 59 | 13  |
| 8.  | Velox         | 34 | 14 | 8  | 12 | 36  | 67 | 63 | 4   |
| 9.  | LONGA         | 34 | 15 | 6  | 13 | 36  | 78 | 76 | 2   |
| 10. | Oldenzaal     | 34 | 14 | 6  | 14 | 34  | 52 | 61 | -9  |
| 11. | De Graafschap | 34 | 11 | 9  | 14 | 31  | 58 | 61 | -3  |
| 12. | Tubantia      | 34 | 10 | 8  | 16 | 28  | 66 | 75 | -9  |
| 13. | Zwolsche Boys | 34 | 8  | 12 | 14 | 28  | 32 | 48 | -16 |
| 14. | UVS           | 34 | 8  | 11 | 15 | 27  | 48 | 62 | -14 |
| 15. | Rigtersbleek  | 34 | 11 | 4  | 19 | 26  | 56 | 79 | -23 |
| 16. | PEC           | 34 | 10 | 5  | 19 | 25  | 54 | 83 | -29 |
| 17. | Zeist         | 34 | 6  | 7  | 21 | 19  | 43 | 91 | -48 |
| 18. | De Valk       | 34 | 6  | 4  | 24 | 16  | 51 | 99 | -48 |

### Legenda
| Kleur | Kwalificatie voor                                 |
| ----- | ------------------------------------------------- |
|       | Promotie naar de Eerste divisie                   |
|       | Nacompetitie voor promotie naar de Eerste divisie |
|       | Degradatie naar de Amateurs                       |

### Uitslagen
|               | BAR   | GRA   | HAA   | HIL   | LON   | NEC   | OLD   | PEC   | RIG   | RSP   | TUB   | UVS   | VAL   | VLX   | WLM   | ZEI   | ZWA   | ZBO   |
| ------------- | ----- | ----- | ----- | ----- | ----- | ----- | ----- | ----- | ----- | ----- | ----- | ----- | ----- | ----- | ----- | ----- | ----- | ----- |
| Baronie       |       | 1 – 0 | 1 – 1 | 3 – 0 | 0 – 2 | 2 – 3 | 1 – 2 | 3 – 0 | 4 – 0 | 0 – 1 | 7 – 2 | 0 – 1 | 6 – 2 | 0 – 1 | 1 – 0 | 6 – 0 | 4 – 0 | 2 – 1 |
| De Graafschap | 3 – 3 |       | 1 – 2 | 1 – 3 | 1 – 2 | 1 – 6 | 1 – 1 | 1 – 1 | 5 – 0 | 1 – 0 | 4 – 2 | 4 – 2 | 4 – 0 | 1 – 2 | 2 – 2 | 3 – 3 | 0 – 5 | 0 – 0 |
| Haarlem       | 0 – 0 | 1 – 2 |       | 0 – 0 | 6 – 2 | 3 – 0 | 1 – 1 | 2 – 2 | 3 – 2 | 1 – 0 | 4 – 0 | 1 – 0 | 2 – 1 | 5 – 2 | 6 – 0 | 3 – 0 | 4 – 2 | 3 – 0 |
| Hilversum     | 3 – 1 | 4 – 0 | 2 – 1 |       | 2 – 2 | 5 – 1 | 3 – 3 | 5 – 3 | 7 – 2 | 4 – 2 | 0 – 1 | 2 – 2 | 3 – 2 | 2 – 1 | 0 – 0 | 5 – 1 | 3 – 1 | 3 – 0 |
| LONGA         | 1 – 2 | 3 – 3 | 1 – 3 | 0 – 4 |       | 2 – 5 | 2 – 0 | 4 – 2 | 0 – 0 | 2 – 3 | 2 – 2 | 2 – 0 | 3 – 2 | 3 – 2 | 1 – 4 | 7 – 3 | 3 – 0 | 4 – 1 |
| N.E.C.        | 5 – 3 | 0 – 1 | 0 – 2 | 3 – 1 | 4 – 1 |       | 2 – 1 | 5 – 0 | 5 – 3 | 4 – 3 | 2 – 1 | 1 – 0 | 6 – 1 | 0 – 3 | 2 – 2 | 2 – 2 | 1 – 1 | 0 – 1 |
| Oldenzaal     | 0 – 1 | 3 – 1 | 4 – 3 | 2 – 2 | 3 – 1 | 0 – 1 |       | 3 – 2 | 3 – 1 | 2 – 1 | 1 – 0 | 2 – 1 | 1 – 0 | 2 – 3 | 2 – 2 | 2 – 4 | 4 – 0 | 2 – 0 |
| PEC           | 1 – 2 | 2 – 1 | 2 – 4 | 1 – 4 | 2 – 1 | 1 – 4 | 4 – 1 |       | 3 – 4 | 2 – 0 | 2 – 5 | 2 – 0 | 2 – 1 | 4 – 4 | 1 – 0 | 3 – 1 | 1 – 1 | 0 – 1 |
| Rigtersbleek  | 1 – 2 | 1 – 1 | 0 – 2 | 0 – 1 | 1 – 2 | 4 – 2 | 1 – 2 | 0 – 1 |       | 2 – 1 | 3 – 2 | 1 – 1 | 3 – 1 | 3 – 2 | 0 – 1 | 3 – 2 | 2 – 3 | 0 – 0 |
| Roda Sport    | 1 – 0 | 1 – 0 | 4 – 1 | 1 – 0 | 0 – 1 | 3 – 1 | 2 – 0 | 5 – 1 | 4 – 1 |       | 5 – 1 | 6 – 2 | 3 – 0 | 2 – 1 | 3 – 0 | 1 – 2 | 3 – 2 | 3 – 1 |
| Tubantia      | 2 – 2 | 0 – 3 | 1 – 2 | 3 – 1 | 3 – 4 | 1 – 2 | 3 – 0 | 0 – 1 | 4 – 0 | 3 – 1 |       | 4 – 2 | 5 – 1 | 2 – 1 | 0 – 3 | 2 – 2 | 3 – 3 | 0 – 1 |
| UVS           | 0 – 1 | 3 – 2 | 1 – 1 | 2 – 3 | 2 – 2 | 0 – 0 | 1 – 2 | 3 – 1 | 3 – 1 | 1 – 1 | 2 – 2 |       | 4 – 3 | 2 – 2 | 1 – 2 | 3 – 0 | 0 – 0 | 0 – 0 |
| De Valk       | 2 – 3 | 1 – 3 | 0 – 8 | 1 – 2 | 4 – 2 | 0 – 4 | 5 – 2 | 3 – 2 | 2 – 1 | 3 – 5 | 1 – 1 | 1 – 2 |       | 1 – 4 | 1 – 1 | 5 – 0 | 2 – 1 | 1 – 1 |
| Velox         | 1 – 1 | 2 – 0 | 1 – 1 | 1 – 1 | 2 – 5 | 1 – 0 | 3 – 0 | 5 – 2 | 2 – 3 | 4 – 2 | 4 – 2 | 1 – 0 | 5 – 2 |       | 2 – 5 | 1 – 0 | 1 – 1 | 0 – 0 |
| Wilhelmina    | 3 – 4 | 4 – 3 | 1 – 0 | 3 – 3 | 4 – 3 | 1 – 5 | 3 – 0 | 5 – 0 | 2 – 3 | 5 – 4 | 4 – 2 | 4 – 1 | 4 – 0 | 5 – 2 |       | 6 – 1 | 2 – 0 | 1 – 0 |
| Zeist         | 3 – 0 | 0 – 2 | 1 – 2 | 0 – 3 | 0 – 3 | 2 – 3 | 2 – 0 | 2 – 2 | 0 – 4 | 0 – 1 | 1 – 1 | 4 – 5 | 2 – 0 | 0 – 0 | 0 – 1 |       | 2 – 4 | 2 – 1 |
| Zwartemeer    | 0 – 0 | 1 – 1 | 3 – 3 | 0 – 0 | 6 – 5 | 3 – 2 | 1 – 1 | 1 – 0 | 6 – 2 | 0 – 0 | 3 – 3 | 3 – 0 | 3 – 1 | 4 – 1 | 4 – 2 | 6 – 0 |       | 2 – 2 |
| Zwolsche Boys | 0 – 2 | 0 – 2 | 2 – 4 | 4 – 4 | 0 – 0 | 0 – 0 | 3 – 0 | 2 – 1 | 0 – 4 | 1 – 0 | 1 – 3 | 1 – 1 | 1 – 1 | 2 – 0 | 3 – 0 | 1 – 1 | 1 – 2 |       |

### Topscorers
| #  | Naam                 | Club         | Goal |
| -- | -------------------- | ------------ | ---- |
| 1. | Rik Aspers           | Roda Sport   | 31   |
| 1. | Jaap Dorenbos        | Haarlem      | 31   |
| 1. | Tonny Roosken        | Zwartemeer   | 31   |
| 4. | Jan Meijer           | LONGA        | 30   |
| 5. | Frans Geurtsen       | Velox        | 27   |
| 6. | Frans Olde Riekerink | Rigtersbleek | 25   |
| 7. | Kees Groeneveld      | Baronie      | 24   |
| 8. | Martin Kastelijn     | Wilhelmina   | 22   |
| 9. | Jan Nijman           | UVS          | 21   |
| 9. | Evert Pluim          | Hilversum    | 21   |

### Promotie/degradatie
| Datum + plaats                                                                                       | Wedstrijd           | Uitslag       | Scoreverloop |
| --- | ------------------- | ------------- | --- |
| 18 juni 1961, Nijmegen, Goffertstadion 16.000 toeschouwers Scheidsrechter: Wim Beltman               | Wilhelmina – N.E.C. | 4 – 2 (1 – 0) | 44' Nico Gloudemans 1–0, 51' Nico Gloudemans 2–0, 57' Nico Gloudemans 3–0, 70' Wim van den Hurk 4–0, 75' Cor Smulders 4–1, 88' Cees Kick 4–2 |
| |                     |               | |
| 2 juli 1961, 's-Hertogenbosch, De Wolfsdonken 6.500 toeschouwers Scheidsrechter: Andries van Leeuwen | Wilhelmina – EDO    | 3 – 2 (1 – 0) | 41' Wim van den Hurk 1–0, 59' Ton Breeuwer 1–1, 65' Theo Borsten 2–1, 85' Henk Leonhardt (pen) 2–2, 88' Jo Konings (pen) 3–2                 |
| 9 juli 1961, Haarlem, Noordersportpark 6.500 toeschouwers Scheidsrechter: André La Croix             | EDO – Wilhelmina    | 3 – 1 (1 – 1) | 12' Ferry Kock 1–0, 36' Wim van den Hurk 1–1, 82' Henk Belfroid 2–1, 83' Hans Spiers 3–1                                                     |
| 16 juli 1961, Utrecht, Galgenwaard 6.000 toeschouwers Scheidsrechter: Wim Beltman                    | Wilhelmina – EDO    | 3 – 2 (1 – 1) | 14' Martin Kastelijn 1–0, 18' Ton Breeuwer 1–1, 66' Wim van den Hurk 2–1, 77' Theo Borsten 3–1, 90' Ferry Kock 3–2                           |

## Voetnoten
1956/57 · 
1957/58 · 
1958/59 · 
1959/60 · 
1960/61 · 
1961/62 · 
1962/63 · 
1963/64 · 
1964/65 · 
1965/66 · 
1966/67 · 
1967/68 · 
1968/69 · 
1969/70 · 
1970/71 · 
2016/17 · 
2017/18 · 
2018/19 ·
2019/20 ·
2020/21 ·
2021/22 ·
2022/23 ·
2023/24 ·
2024/25
Baronie · De Graafschap · Haarlem · Hilversum · LONGA · N.E.C. · Oldenzaal · PEC · Rigtersbleek · Roda Sport · Tubantia · UVS · De Valk · Velox · Wilhelmina · Zeist · Zwartemeer · Zwolsche Boys